# Agua Blanca, Guadalupe y Calvo
Agua Blanca är en ort i Mexiko.   Den ligger i kommunen Guadalupe y Calvo och delstaten Chihuahua, i den centrala delen av landet, 1 100 km nordväst om huvudstaden Mexico City. Agua Blanca ligger 2 270 meter över havet och antalet invånare är 104.
Terrängen runt Agua Blanca är huvudsakligen lite kuperad. Agua Blanca ligger nere i en dal. Runt Agua Blanca är det mycket glesbefolkat, med 6 invånare per kvadratkilometer. Närmaste större samhälle är Aserradero las Delicias, 5,7 km sydost om Agua Blanca. I omgivningarna runt Agua Blanca växer huvudsakligen savannskog.